# شهاب حسيني
شهاب حسيني (بالفارسية: شهاب حسینی)، (3 فبراير 1974 -)، ممثل ومخرج إيراني، له العديد من الأعمال والأفلام السينمائية الناجحة التي حصلت على عدة جوائز من أهمها وأشهرها عربيًا انفصال نادر وسمين الذي حصد أكثر من 30 جائزة من مهرجانات متعددة منها جائزة الأوسكارلأفضل فيلم بلغة أجنبية في 2012.

## روابط خارجية
- شهاب حسيني على موقع IMDb (الإنجليزية)
- شهاب حسيني على موقع قاعدة بيانات الأفلام العربية
- شهاب حسيني على موقع ألو سيني (الفرنسية)
- شهاب حسيني على موقع أول موفي (الإنجليزية)
- شهاب حسيني على موقع قاعدة بيانات الأفلام السويدية (السويدية)
- شهاب حسيني على موقع قاعدة بيانات الفيلم (الإنجليزية)
- شهاب حسيني على موقع كينوبويسك (الروسية)